# Grand Coteau
Grand Coteau – miasto w Stanach Zjednoczonych, w stanie Luizjana, w parafii St. Landry.